# Troia
Troia AO 1990 (em grego antigo Τροία, transl. Troia, ou Ίλιον, transl. Ílion; em latim Troia ou Ilium; em hitita Wilusa ou Truwisa; em turco Truva) é uma cidade lendária, onde ocorreu a célebre Guerra de Troia, descrita na Ilíada, um dos poemas atribuídos a Homero.
Hoje é o nome de um sítio arqueológico em Hisarlik, na Anatólia, próximo à costa em que está hoje a província turca de Çanakkale, a sudoeste do monte Ida.
Uma nova cidade foi fundada no sítio onde existiu o reinado do imperador romano Augusto. Floresceu até o estabelecimento de Constantinopla, e declinou gradualmente durante os tempos bizantinos.
Nos anos 1870 o arqueólogo alemão Heinrich Schliemann escavou a área. As escavações revelaram várias cidades construídas em sucessão a cada outra. Uma das cidades (Troia VII) é frequentemente identificada com a Troia homérica. Enquanto uma identidade é disputada, o sítio é sucessivamente identificado com a cidade chamada Wilusa em textos hititas; Ilion (grafada originalmente como Ϝιλιον, Wilion, com a letra grega Ϝ) é tida como a versão grega daquele nome.

## Troia lendária

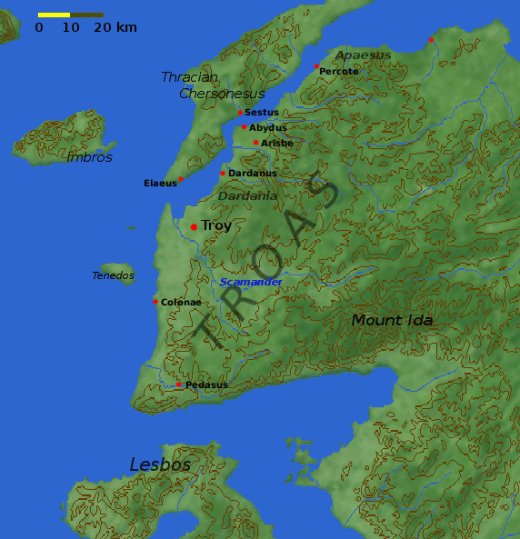
Mapa da Trôade

Plano de Troia

A história dos troianos começou em mito. De acordo com a mitologia grega, os troianos foram os antigos cidadãos de Troia na Anatólia, atual Turquia. Embora parte da Ásia, Troia é apresentada na lenda como parte da cultura grega de cidades-estado.Troia era conhecida por seus ricos ganhos do comércio portuário com o leste e o oeste, roupas pomposas, produção de ferro e maciças muralhas de defesa. A família real troiana partiu de Electra e Zeus, os pais de Dardano. Dardano, que de acordo com mitos gregos veio da Arcádia, mas de acordo com mitos romanos veio da Itália, atravessou a Ásia Menor desde a ilha de Samotrácia, onde encontrou Teucro, que era também um colonizador vindo da Ática, e tratou Dardano com respeito.
Posteriormente, Dardano desposou as filhas de Teucro, e fundou Dardânia (mais tarde governada por Eneias). Com a morte de Dardano, o reino foi passado a seu neto Tros, que chamou seus habitantes de troianos e a terra de Trôade, derivados de seu próprio nome. Ilo, filho de Tros, fundou a cidade de Ilion (Troia), nome derivado do dele próprio. Zeus deu a Ilo o paládio. Posídon e Apolo construíram as muralhas e fortificações ao redor de Troia para Laomedonte, filho mais jovem de Ilo. Quando Laomedonte recusou-se a pagar, Neptuno (deus romano do mar, inspirado no deus grego Posídon) inundou a terra e exigiu o sacrifício de Hesíone para um monstro marinho. Pestilência veio e o monstro marinho tirou as pessoas da planície.
Uma geração antes da guerra de Troia, Hércules capturou a cidade e matou Laomedonte e seus filhos, exceto o jovem Príamo. Príamo depois tornou-se rei. Durante seu reinado, os gregos micênicos invadiram e capturaram a cidade durante a Guerra de Troia (tradicionalmente datada em 1193–1183 a.C.). Os maxianos foram uma tribo líbia do oeste que diziam que eram descendentes dos homens de Troia, de acordo com Heródoto. Os navios troianos transformaram-se em náiades, que regozijaram a ver os restos do navio de Odisseu.
O domínio troiano na Anatólia foi trocado pela dinastia heracleida em Sardes que governou por 505 anos até a época de Candaules. Os jônicos, cimérios, frígios, milésios de Sinope e lídios deslocaram-se dentro da Anatólia. Os persas invadiram-na em 546 a.C..
Alguns troianos famosos foram: Dardano (fundador de Troia), Laomedonte, Ganímedes, rei Príamo e seus dois filhos príncipes Páris e Heitor, Eneias, Teucro, Esaco, Enone, Titono, Mêmnon.

## Soberanos mitológicos
Esta é uma lista de soberanos de Troia de acordo com a mitologia grega:
- Tros
- Ilo
- Laomedonte
- Podarces ou Príamo